# Emiko Mizutani
Emiko Mizutani (水谷 英美子, Mizutani Emiko) est une artiste japonaise, sculptrice et céramiste abstraite du XXe siècle, née en 1934 à Tokyo.

## Biographie
Elle est élève de l'Université des Beaux-Arts de Tokyo. 
De 1951 à 1956, elle bénéficie d'une bourse d'études pour les États-Unis.
De 1956 à 1961, elle poursuit sa formation à l'Art Students'League de New York.
En 1964-1965, elle étudie les techniques de la céramique à Kyoto puis à Arita.
Elle produit des panneaux muraux abstraits en céramique.